# Malick Yalcouyé
Malick Junior Yalcouyé (* 18. November 2005 in Djidji) ist ein ivorisch-malischer Fußballspieler.

## Karriere

### Verein
Yalcouyé begann seine Karriere bei ASEC Mimosas. Im Februar 2024 wechselte er nach Schweden zum Erstligisten IFK Göteborg. Im April 2024 gab er sein Debüt in der Allsvenskan. Insgesamt elfmal spielte er für Göteborg im schwedischen Oberhaus.
Im Juli 2024 wechselte Yalcouyé nach nur fünf Monaten in Schweden nach England zu Brighton & Hove Albion. Im August 2024 wurde er anschließend an den österreichischen Bundesligisten SK Sturm Graz verliehen. Für Sturm kam er während der Leihe zu 26 Einsätzen in der Bundesliga, in denen er viermal traf. Mit den Grazern wurde er Meister.
Zur Saison 2025/26 kehrte er zunächst nach Brighton zurück, ehe er im August 2025 an Zweitligist Swansea City weiterverliehen wurde.

### Nationalmannschaft
Yalcouyé debütierte im Juni 2025 gegen die Niederlande für die ivorische U-23-Auswahl.

## Erfolge
- Österreichischer Meister: 2025